# Pierre Hanot
Pour les articles homonymes, voir Hanot.
Œuvres principales
- Les Clous du fakir

Pierre Hanot, né le 25 mars 1952 à Metz, est un romancier, plasticien et musicien français.

## Biographie
Né à Metz en 1952, Pierre Hanot vit toujours dans la région, en Lorraine. Il est tour à tour poète, maçon, routard, professeur d'anglais, plasticien, auteur-compositeur, chanteur ou guitariste.
Dès 1975, il se produit accompagné par son groupe, le Parano Band. Il enregistre cinq CD et effectue plus de mille concerts, dont plus de deux cents dans des prisons françaises. Cette démarche hors normes influence son art et forge sa poésie urbaine, Il la relate dans son premier livre, Rock'n taules paru en 2005.
Pierre Hanot est essentiellement influencé par le blues, avec des textes inspirés par Gainsbourg, Bashung et Arno,. Il se produit en concert seul, accompagné de matériel électronique, ou en compagnie de musiciens, tels que guitariste, bassiste et batteur. 
Depuis, il revisite avec originalité le monde du noir et du polar : cinq de ses romans sont publiés dont le thriller Les Clous du fakir qui obtient le prix Erckmann-Chatrian en 2009. L'écriture de Pierre Hanot se caractérise par un style rythmé, moderne, âpre et concis, où l'humour caustique cohabite avec un sens inné de l'image poétique.

## Livres
- Rock'n taules (Récit, éd. Le bord de l'eau 2005)  (ISBN 2-915651-15-9) : témoignage et réflexion sur l'expérience de ses concerts dans les prisons[7].
- Les hommes sont des icebergs (Roman, éd. Le bord de l'eau, 2006)  (ISBN 2-915651-51-5) : et si l'alcool était interdit en France ?
- Serial loser (Polar, éd. Mare Nostrum, collection « Polar Rock », 2007)  (ISBN 978-2-908476-59-0) : rififi dans le petit monde de la variété franchouillarde.
- Les Clous du fakir (Roman, Fayard Noir, 2009)  (ISBN 978-2-213-64650-3) : les chemins de la vengeance sont escarpés[8].
- Aux armes défuntes (Roman, éd. Baleine, 2012) : roman de l'inversion des valeurs, récit burlesque oscillant entre équipée militaire, farce ubuesque et parodie de SF[9].
- Le Couteau des mots (Nouvelle, éd. Buchet/Chastel, 2012) : Aux portes du noir, ouvrage collectif consacré aux Doors.
- Tout du tatou : (Polar, Éditions La Branche, coll. « Vendredi 13 », novembre 2012) : on ne s'improvise pas impunément dealer ni porte-flingue.
- Gueule de fer : le destin d'Eugène Criqui, La Manufacture de livres, 2017, 141 p. (ISBN 978-2-35887-235-5).
- Aux vagabonds l'immensité, La Manufacture de livres (2020)[10]
- Au bout, la nuit, Konfident, col. Noir, 2022  (ISBN 2956983776)
- Danse du feu sur le trapèze, Konfident noir, 2023[11],[12]
- In extremis et bis (Gérard Louis Editeur, 2024)

## Discographie
- 1985 : Rock dérive
- 1995 : En un instant damnés
- 1996 : Mosquée bleue
- 1997 : On n’est pas des chiens
- 2000 : Vu à la télé
- 2019 : Prédateurs
- 2022 : Lumière noire

## Distinctions
- 2009 : prix Erckmann-Chatrian pour Les Clous du fakir

## Galerie photographique

Metz 18 août 2009
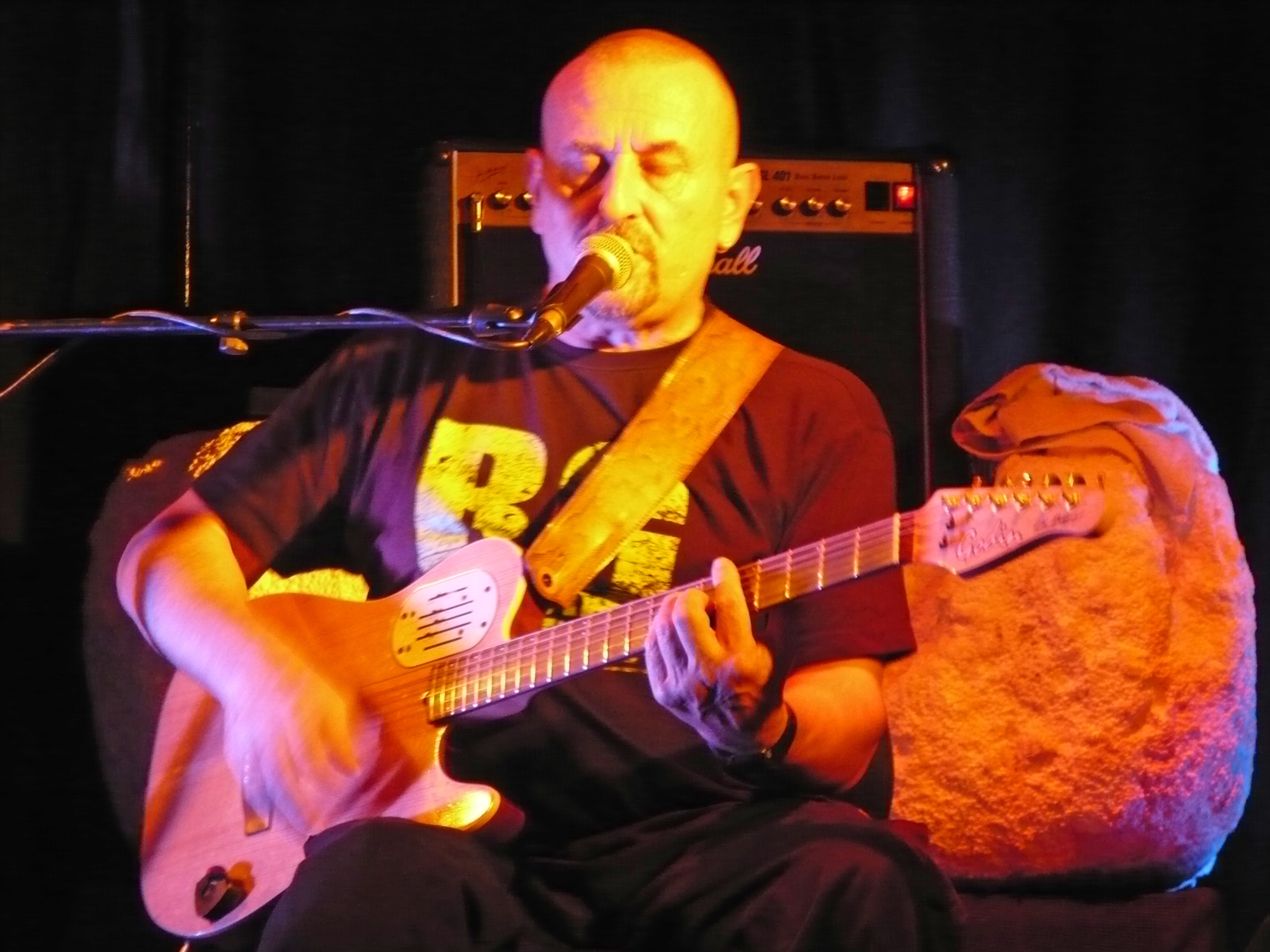
Pierre Hanot au chant et à la guitare
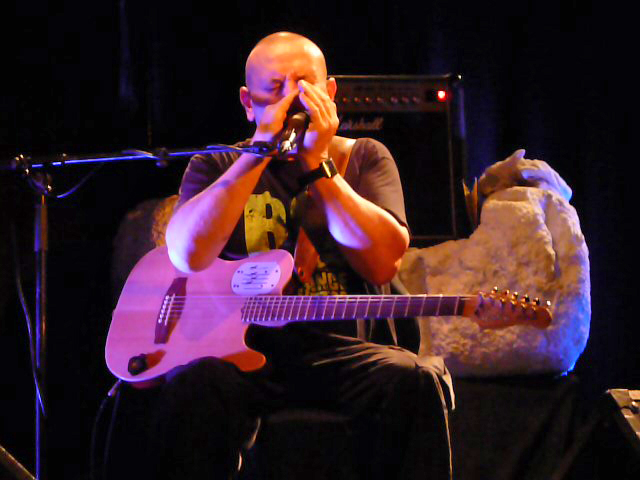
Pierre Hanot à l'harmonica
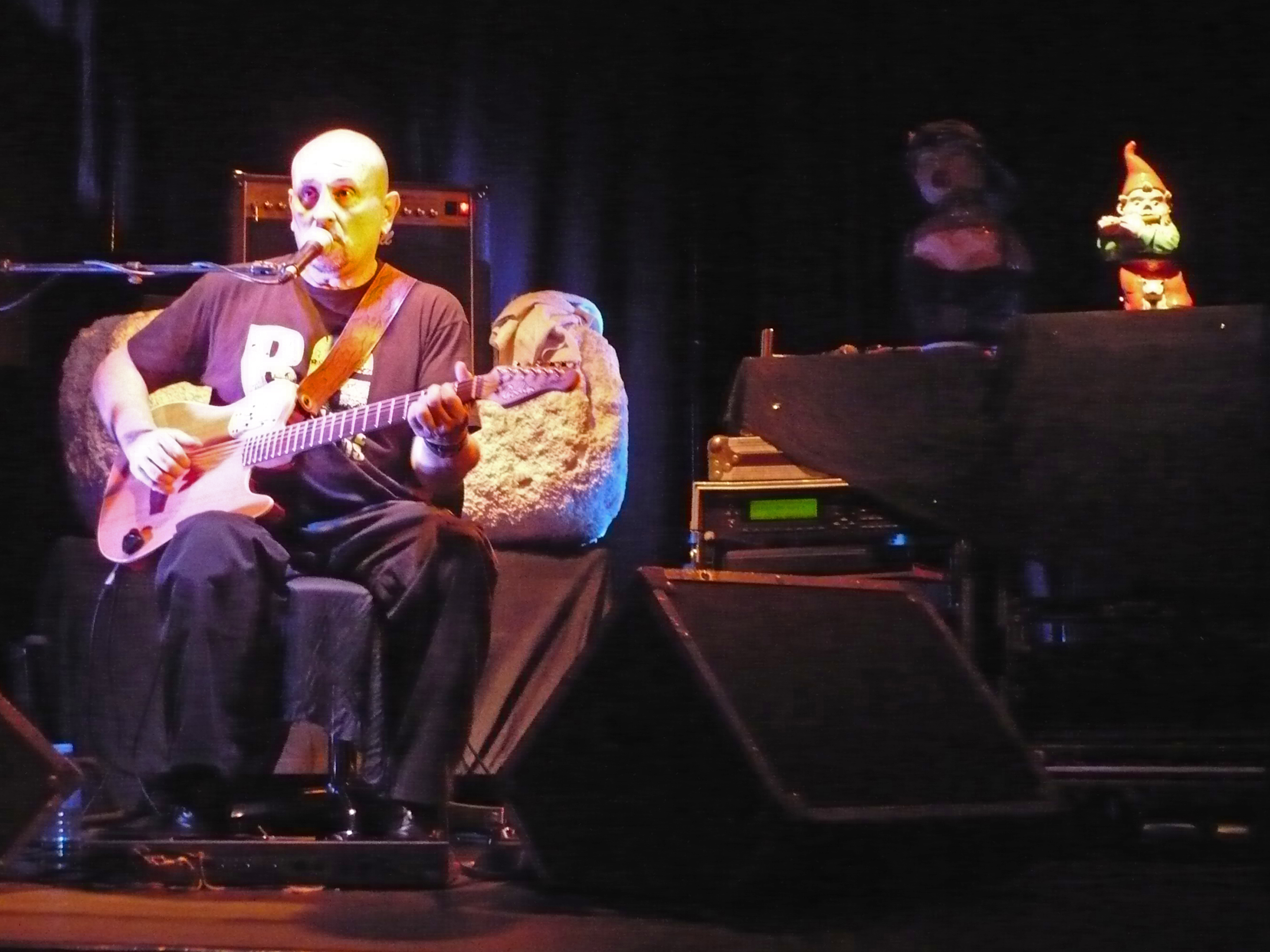
Pierre Hanot et ses machines

Metz 20 août 2023
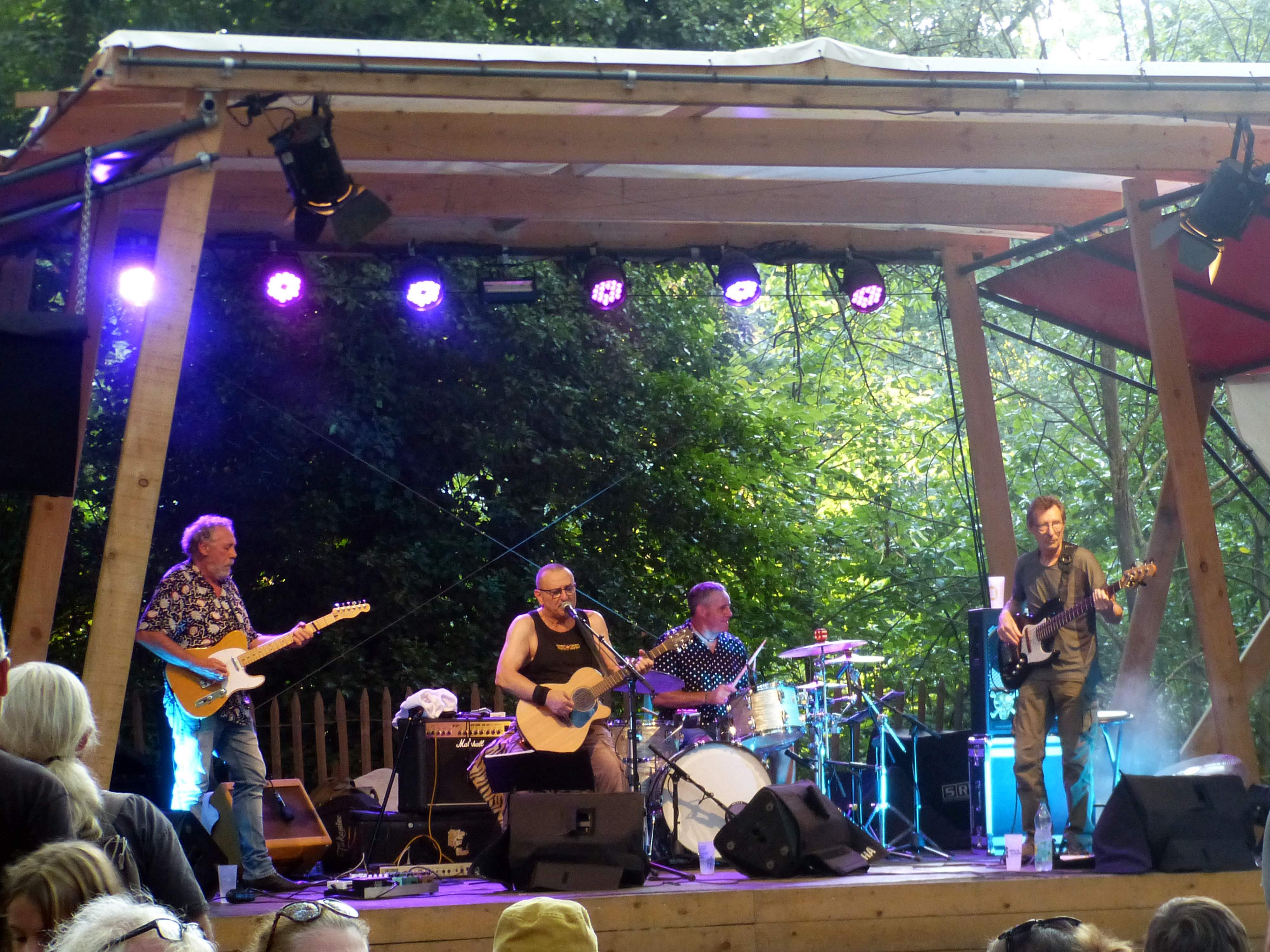
Pierre Hanot et ses musiciens
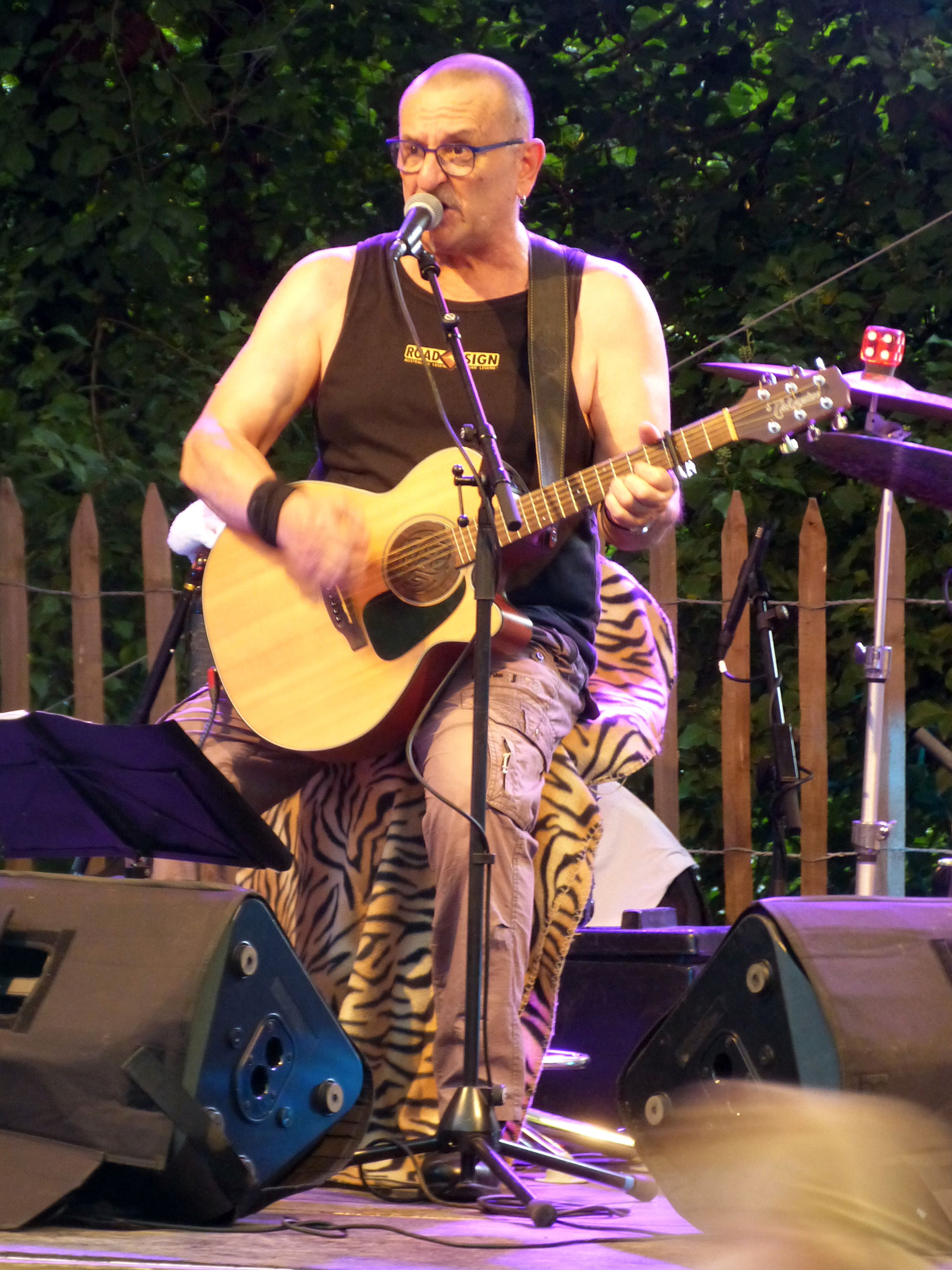
Pierre Hanot au chant et à la guitare
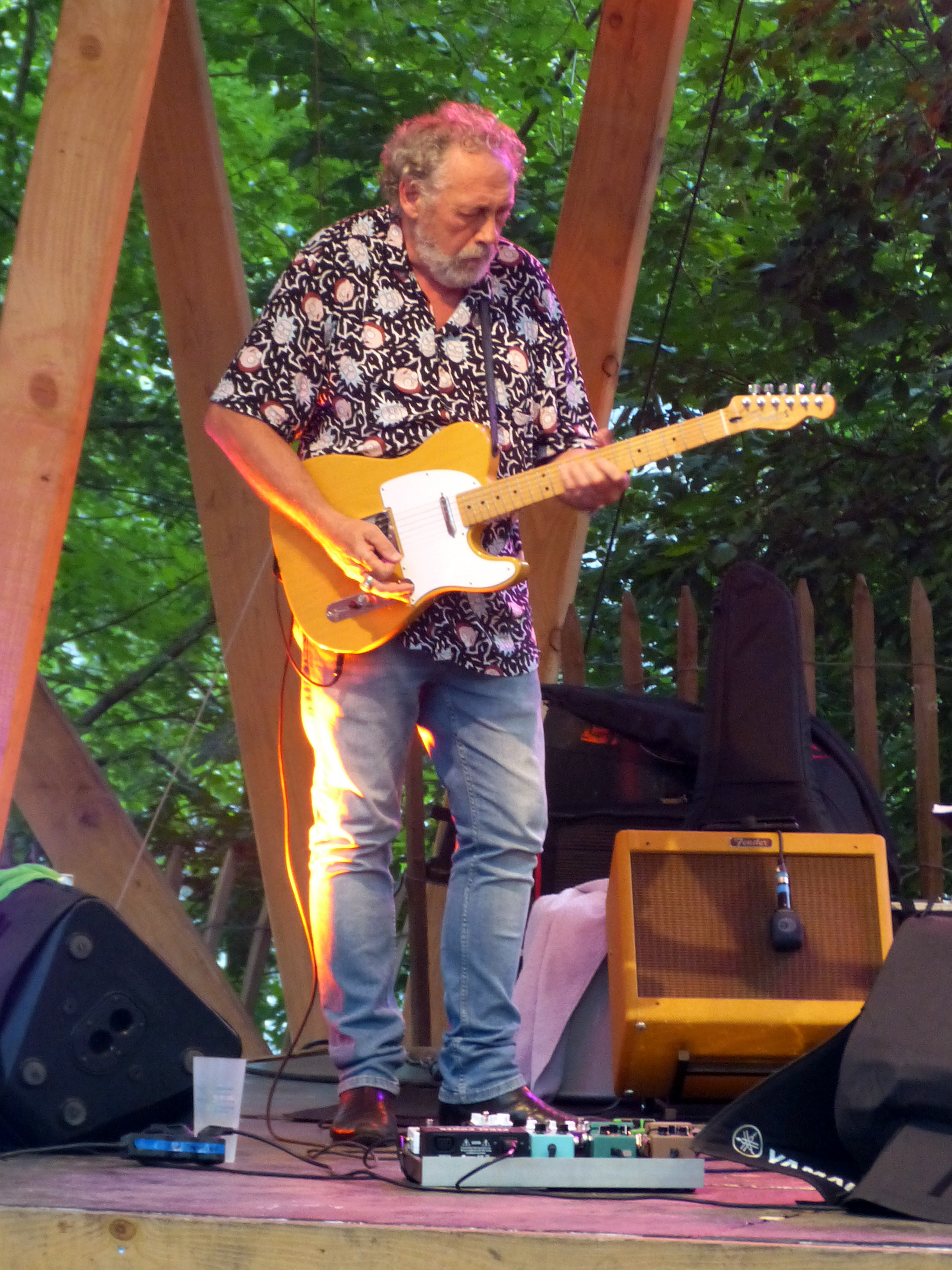
Alain Brach à la guitare
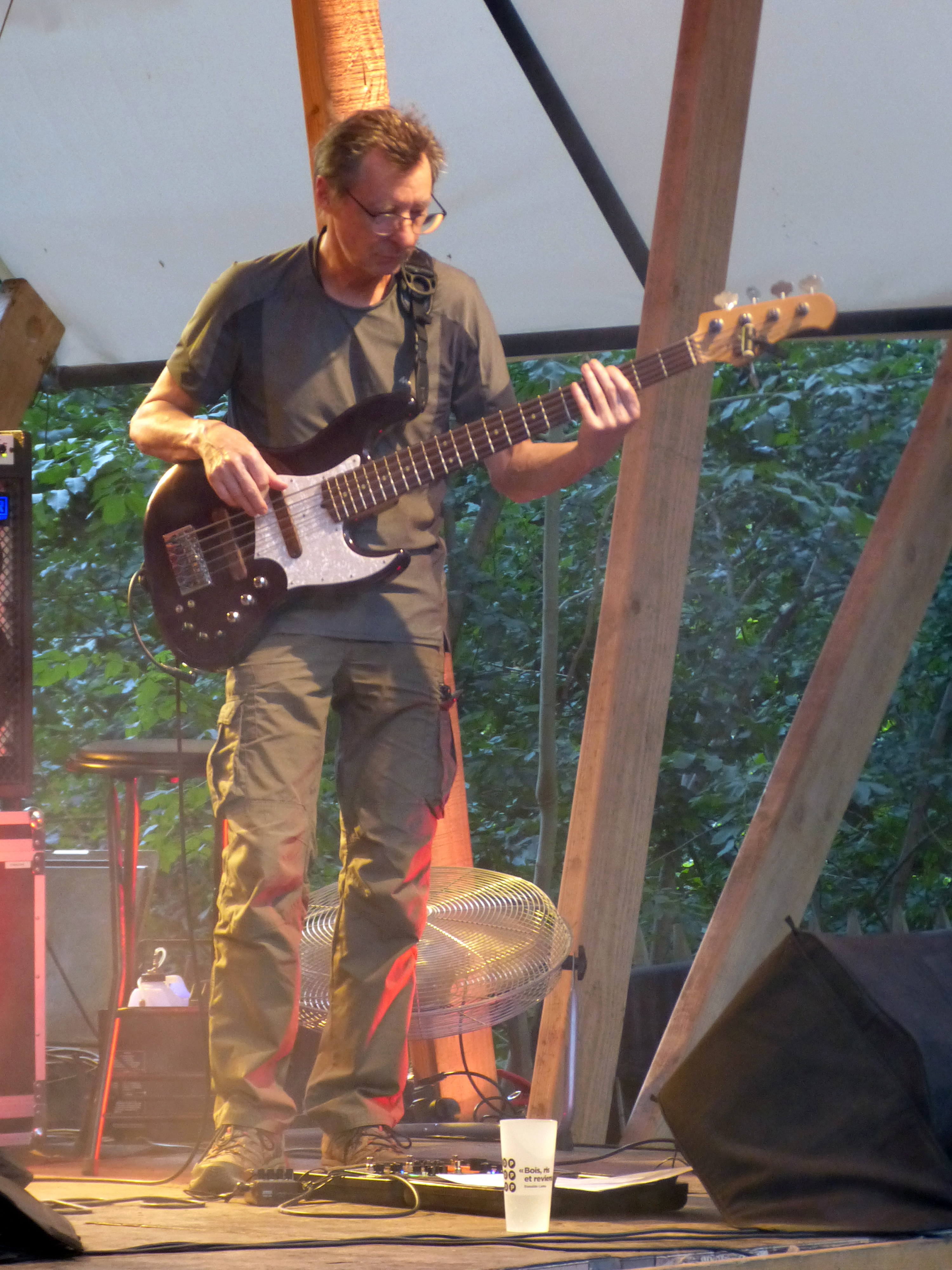
Pascal Dumont à la basse
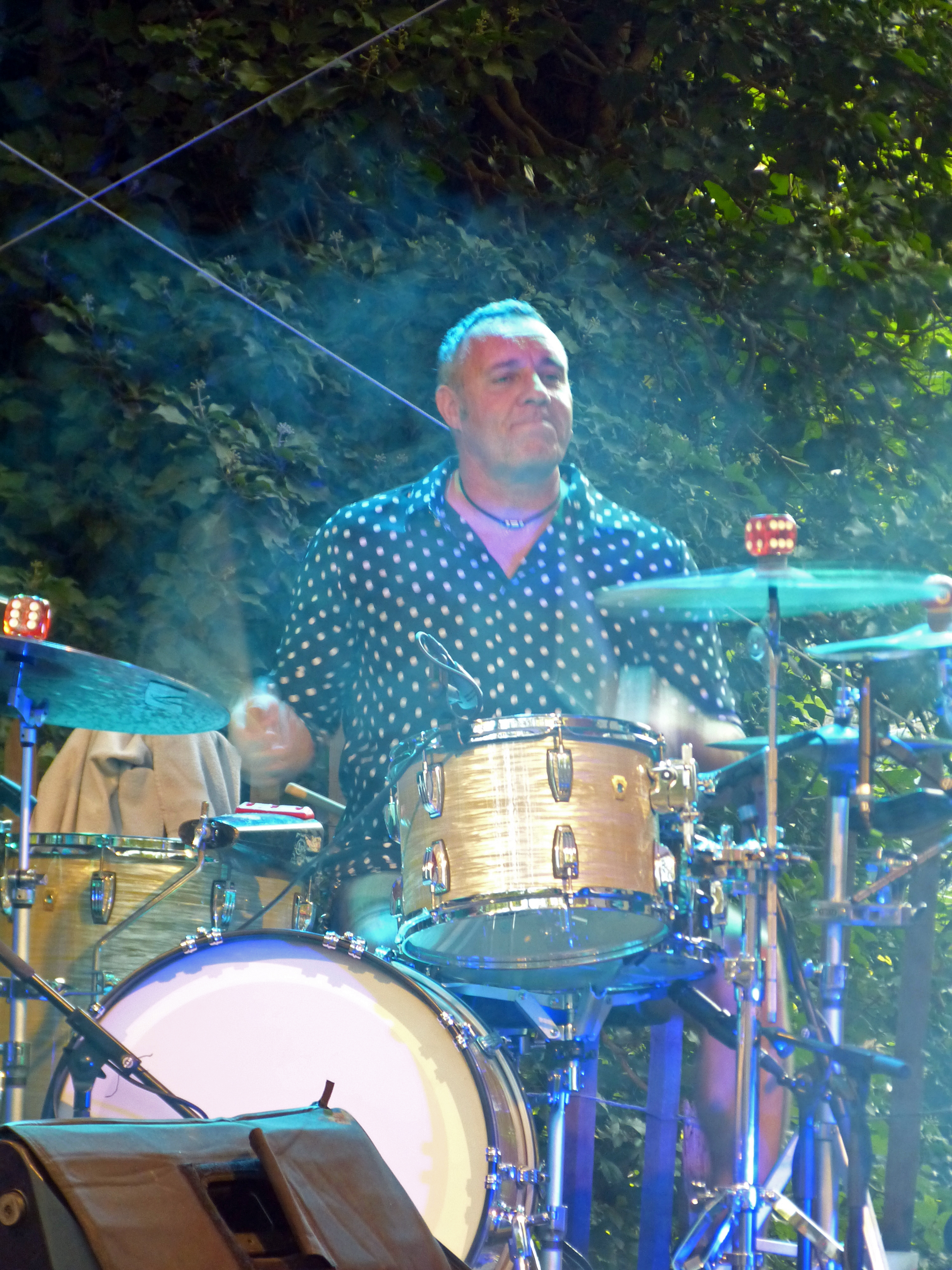
Denis Palatin à la batterie

## Sources et liens externes
- Site officiel
- Notices d'autorité :   - VIAF
  - ISNI
  - BnF (données)
  - IdRef
- « Pierre Hanot, Tout du tatou » [vidéo], sur Dailymotion (consulté le 27 août 2020)
- Anne De Rancourt, « Pierre Hanot, auteur coruscant », sur lasemaine.fr, 15 mai 2009 (consulté le 27 août 2020)
- http://www.zonelivre.fr/blog/hanot-pierre-biographie-bibliographie/
- Site officiel